# Andy Trudeau
Andrew ‘Andy” Trudeau is een personage uit de Amerikaanse televisieserie Charmed. In de nooit uitgezonden pilotaflevering werd hij gespeeld door Chris Boyd, maar in de serie zelf werd hij gespeeld door Ted King.
Andy was een vast personage in het eerste seizoen van de serie. Hij deed in alle 22 afleveringen van dit seizoen mee, hoewel hij in de aflevering That '70s Episode alleen als kind te zien is (gespeeld door Jake Sakson).

## Biografie
Andy Trudeau groeide op in het huis naast dat van de Halliwell-zussen in San Francisco, en kwam als kind geregeld bij hen over de vloer. Derhalve moest Penelope Halliwell vaak Andy's geheugen wissen omdat hij getuige was van magische dingen die zich binnen het huis afspeelden. Op de middelbare school ging hij uit met Prue. Na de middelbare school gingen ze elk hun eigen weg. Hij vertrok naar Washington D.C.. Ergens in de periode tussen zijn hogere school en zijn terugkeer naar San Francisco was hij getrouwd met Susan.
Bij zijn terugkeer in San Francisco werd Andy inspecteur bij de politie. Hij werkte samen met Darryl Morris. Tevens begon hij zijn relatie met Prue opnieuw op te bouwen.
Uiteindelijk ontdekte Andy de waarheid omtrent Prue en haar zussen, maar hield deze informatie voor zich. Hij liet zichzelf overplaatsen naar de afdeling voor "vreemde en nooit opgeloste zaken", en ontdekte dankzij Prue dat deze vaak een bovennatuurlijke oorzaak hadden. Van hieruit gaf hij Prue en haar zussen kostbare informatie. Zijn relatie met Prue liep echter wel een deuk op door deze ontdekking.
In de laatste aflevering van seizoen 1 raakte Andy betrokken bij het plan van een demon genaamd Rodriguez, die zich voordeed als lid van de SFPD. Rodriguez ontdekte dankzij Andy de identiteit van de Charmed Ones, en spande samen met de tijddemon Tempus om hen te doden. Andy probeerde de Charmed Ones te waarschuwen, maar werd hierbij zelf het slachtoffer van Rodriguez. Hij keert terug in de stripreeks in een flashback van Prue. Hij en Prue werden herenigd na Prues dood. Prue voelde zich echter verloren na haar dood en ze reageerde haar frustraties af op Andy. Ze neemt uiteindelijk het lichaam van een comateuze heks over waardoor Andy's lot onbekend blijft.